# Радченко, Василий Иванович (юрист)
Василий Иванович Радченко (19 июля 1956, Совхоз им. Куйбышева, Курган-Тюбинский район, Таджикская ССР — 9 августа 2022, Саратов, Россия) — советский и российский учёный-правовед, доктор юридических наук, профессор кафедры конституционного права СГЮА, один из основателей и первый директор Института прокуратуры СГЮА (1996—2009), ректор Карачаево-Черкесской государственной технологической академии (с 2009). Специалист по конституционному праву. Почётный работник сферы образования Российской Федерации, Почётный работник прокуратуры Российской Федерации.

## Биография
Василий Иванович Радченко родился 19 июля 1956 года в Совхозе имени Куйбышева Курган-Тюбинского района Таджикской ССР.
- 1973 год — окончил среднюю школу в городе Волжском Волгоградской области.
- 1973 год — 1974 год — работа фрезеровщиком на Заводе радиотехнических элементов в городе Волжском.
- 1974 год — 1977 год — служба в Пограничных войсках КГБ СССР Закавказского пограничного военного округа. После военной службы вернулся на работу на Заводе радиотехнических элементов, где проработал до поступления в вуз.
- 1977 год — 1981 год — учёба в Саратовском юридическом институте имени Д. И. Курского.
- 1981 год — 1983 год — работа секретарём комитета ВЛКСМ института и работа преподавателем на кафедре государственного и международного права.
- 1983 год — 1991 год — заместитель, затем секретарь парткома института.
- 1995 год — защита диссертации на соискание учёной степени кандидата юридических наук на тему «Президент Российской Федерации в системе разделения властей» под руководством профессора Б. С. Эбзеева.
- 1996 год — 2009 год — один из основателей и организаторов и первый директор Института прокуратуры СГЮА.
- 2003 год — защита диссертации на соискание учёной степени доктора юридических наук на тему «Конституционные основы государственной целостности Российской Федерации». Научным консультантом выступал профессор Б. С. Эбзеев, оппонентами профессора А. В. Васильев, А. Д. Керимов, В. Е. Сафонов.
- С 2009 года — ректор Карачаево-Черкесской государственной технологической академии[3][4].

Умер 9 августа 2022 года в Саратове.

## Научная деятельность
В сферу научных интересов В. И. Радченко входило изучение проблем функционирования органов публичной власти, её местом и значением в функционировании государства, управление государством конституционно-правовыми методами и способами, место и роль Президента РФ в системе разделения властей, проблемы и способы обеспечения государственной и территориальной целостности страны.
Принимал активное участие в подготовке научных кадров. Под его руководством было защищено семь кандидатских диссертаций.
За годы работы В. И. Радченко опубликовано более 50 научных работ. Является автором пяти монографий и соавтором несколько учебников и учебных пособий для высшей школы. Публиковался в ведущих научных журналах, таких как Государство и право, Российская юстиция и других. Его работы востребованы не только в родном вузе, но и в иных учебных заведениях соответствующего профиля.

## Некоторые публикации

### Диссертации
- Радченко В. И. Президент Российской Федерации в системе разделения властей. Дисс. … канд. юрид. наук. — Саратов, 1995. — 153 с.
- Радченко В. И. Конституционные основы государственной целостности Российской Федерации. Дисс. … д-ра юрид. наук. — М., 2003. — 355 с.

### Монографии, учебники, учебные пособия
- Радченко В. И. Президент в конституционном строе Российской Федерации / под ред. Б. С. Эбзеева. — Саратов: Издательство СГАП, 2000. — 182 с. — ISBN 5-7924-0095-4.
- Радченко В. И. Публичная власть и обеспечение государственной целостности Российской Федерации (конституционно-правовые проблемы) / под ред. Б. С. Эбзеева. — Саратов: Издательство СГАП, 2003. — 316 с. — ISBN 5-7924-0225-6.
- Комкова Г. Н., Радченко В. И. и др. Конституционное право России / под ред. Г. Н. Комковой. — М.: Юристъ, 2005.
- Колесников Е. В., Комкова Г. Н., Радченко В. И., Шудра О. В. Конституционное право Российской Федерации: учебно-методическое пособие. — Саратов: Издательский центр ПАГС, 1999. — 125 с. — ISBN 5-8180-099-0.
- Комкова Г. Н., Радченко В. И. и др. Государственная власть и местное самоуправление в Российской Федерации: учебное пособие / под общ. ред. В. И. Новоселова, Л. А. Лукашова. — Саратов: Издательство ПАГС, 2000. — 174 с. — ISBN 5-8180-0032-X.

### Статьи
- Радченко В. И., Эбзеев Б. С. Прямое действие Конституции м конкретизация её норм // Российская юстиция : научный журнал. — 1994. — № 3.
- Радченко В. И. Президент и разделение властей в Конституции Российской Федерации // Российская юстиция : научный журнал. — 1995. — № 8.
- Радченко В. И., Эбзеев Б. С. Единая российская государственность: теоретико-правовые проблемы // Государство и право : научный журнал. — 2002. — № 3.
- Радченко В. И. Генетические корни и историческое развитие идеи о единстве и территориальной целостности государства // Правовая политика и правовая жизнь : научный журнал. — 2002. — № 3.

## Награды
- Почётный работник сферы образования Российской Федерации
- Почётный работник прокуратуры Российской Федерации
- Почётный знак Губернатора Саратовской области «За любовь к родной земле» (2005)[10]

### Биография
- Кабышев В. Т. Саратовская научная школа конституционного права. — изд. 2-е. — М.: Формула права, 2006. — С. 124—133. — 256 с. — 500 экз. — ISBN 5-8467-0039-X.

### Критика
- Качан Е. В. Радченко В. И. Президент в конституционном строе Российской Федерации / Под ред. Эбзеева Б. С.; Сарат. гос. акад. права. Саратов, 2000. 184 с. (Рецензия) // Социальные и гуманитарные науки : научный журнал. — 2001. — № 3. — С. 40. — ISSN 2219-861X.